# 용인 서봉사지 현오국사탑비
용인 서봉사지 현오국사탑비(龍仁 瑞鳳寺址 玄悟國師塔碑)는 고려 의종 때 승려인 현오국사(玄悟國師)의 행적을 기록한 탑비이다. 대한민국의 보물 제9호로 지정되어 있다.
대한민국 경기도 용인시 수지구 신봉동 서봉사지에 있으며, 현오국사탑비는 '대정 25년 을사 2월 일에 문인 등이 왕명을 받들어 서봉사에 비를 세우고, 흥왕사 대사 민구는 글자를 새겼다.'라는 서봉사현오국사탑비의 기록과 함께 고려 명종 15년(1185년) 2월에 세워졌다. 탑비는 보통 부도와 함께 건립되는데 현재 부도는 흔적도 없고 옛 서봉사(瑞峰寺)의 대웅전 터로 추정되는 3단 축대 앞에 현오국사탑비(玄悟國師塔碑)만 남아 있다. 그 아래 4·5·6단에서는 계단형으로 된 출입시설과 고려시대 건물터 등이 확인돼 12세기에 이미 대규모 사찰이 형성된 것으로 추정된다. 서봉사지는 고려부터 조선 후기 19세기에 이르러 사찰의 기능을 다했으며 사찰의 북쪽으로부터 6단의 석축과 평탄지가 조사되어 영주 부석사와 유사한 가람형태를 나타냈던 것으로 보인다. 2013년부터 2017년까지 '(재)한백문화재연구원'이 8만1000㎡을 발굴조사 하여 3단에서는 조선시대 유물이 집중적으로 출토되었으며, 5·6단에서는 고려시대 유물이 집중적으로 출토된 것을 확인하였고, 정면 4칸·측면 2칸의 건물지, 장방형 유구, 온돌 흔적, 기와와 서까래를 고정하는 지붕 못가리개 ‘백자 연봉', ‘서봉사'가 새겨진 기와와 연호명이 새겨진 ‘명문기와', '어골문', '평기와', '백자' 등 27동의 건물터와 645점의 유물을 발굴하였다. 특히 연꽃 형상으로 만들어 처마선에 올린 '백자 연봉'(百磁蓮峯)은 전국 사찰 4곳(충주 숭선사지, 양산 통도사 대웅전, 강화 전등사 대웅보전, 서산 개심사 대웅보전)에서만 발견될 정도로 희소성을 가진다.

## 개요
서봉사의 창건에 대한 기록은 없고 발굴조사에서 측정된 절터 크기로 보아 중심건물은 정면은 3칸, 측면은 2칸 또는 3칸 규모의 절로 추정된다. 전하는 말에 의하면, 임진왜란 때 절에서 떠내려오는 쌀뜨물이 10리나 흘러내려와 왜적이 물을 따라 올라가서 절을 불태웠다고 한다. 이곳은 탑비의 비각을 세우는 공사를 하던 도중에 기록이 남아있는 서봉사명(瑞峰寺) 기와조각이 발견되어 서봉사의 옛터임이 밝혀졌다.
명종 15년(1185)에 세워진 이 탑비는 현오국사(1125~1178)의 행적을 후대에 알리고자 만들어졌다. 현오국사는 15세에 경기도 장단군 진서면 불일사(佛日寺)에서 승려가 된 후 1146년 수좌(首座)가 되어 귀신사(歸信寺), 국태사(國泰寺), 중광사(重光寺), 부석사(浮石寺) 등의 주지를 역임했으며 승통이 되어 법문을 이끌었다. 명종 8년(1178) 53세의 나이로 입적하였다. 왕이 크게 슬퍼하여 국사(國師)로 삼고 시호를 ‘현오(玄悟)’라 한 뒤 동림산 기슭에서 화장하였다. 비석은 보통 부도와 함께 건립되는데 절터에 부도의 흔적은 없고 이 비석만 남아 있다. 화강암의 비받침위에 점판암으로 만들어진 비몸돌이 놓여있는 단촐한 모습이다. 조선왕조실록 태종실록에 의하면 용인 서봉사지는 1407년 12월 2일(조선 태종 7년) 조선의 억불정책으로 11개의 종파를 조계종·천태종·화엄종·자은종·시흥종·중신종·총남종 등 7개로 축소하고 사찰들을 통폐합하여 많은 사찰들이 통폐합 됐을 당시에도 서봉사(瑞峰寺)는 자복사(資福寺)로 지정되어 천태종에 용구현 서봉사 명찰이 대신하였다는 기록이 존재한다. 건축유구에서 발굴된 성화 3년 명기와를 통해 볼 때 1467년이라는 제작 시기가 분명하므로, 성화 3년명 기와를 사용한 특정한 작업이 이루어진 1407~1467년 사이 3단의 대지에 조선시대의 가람이 새롭게 조성된 것으로 보인다. 용인 서봉사는 천태종 17자복사 중 한곳으로 발굴조사된 청기와편들을 통해 청기와는 철저히 국가의 주도하에 제작되었던 상황임을 염두하여 서봉사의 위상이나 격을 파악할 수 있다. 경복궁(침전지, 태원전지, 건청궁지, 소주방지, 함화당·집경당지, 흥복전지, 광화문지, 영훈당지, 용성문지, 흥복전지), 원각사지, 회암사지, 영국사지, 개흥사지, 관악사지, 중흥사지, 한흥사지처럼 청기와를 사용할 수 있는 수준으로 건축물을 조영하고 그러한 건축물의 배치가 조선 세조대를 중심으로 한 왕실 사원과 동일한 가람배치 구조를 적용한 것이다. 자복사(資福寺)로 지정된 서봉사는 17~18세기 사역의 중심을 5, 6단에서 3단으로 이동하였는데, 자연재해로 인한 경험이 투영되었던 것으로 볼 수 있다. 이때로 사동중정형(四棟中庭形, Court Concentric Type) 가람배치가 이루어졌으며 중창을 통해 3단에 모두 13동의 건물 배치가 완성되었다. 그 이후 18세기까지 서봉사지 3단 구역은 사찰로서 역할을 하였다.
비받침부분의 윗면은 4변을 비스듬히 잘라내었고, 비문이 새겨지는 비몸에도 윗부분의 양 귀끝을 사선으로 접듯이 잘라서 마무리하였다. 비의 형태는 고려시대의 비 형태가 귀부이수형(龜趺螭首形)에서 방부규형(方趺圭形)으로 변모한 최초의 사례이다. 규형의 단순한 비신 형태는 왕실 예법의 영향을 받은 것이며, 비의 격에 맞지 않는 현재의 비부는 임진왜란 이후 17세기에 새로 제작된 것으로 조사되었다.
비문에 의하면, 현오국사의 성은 왕씨(王氏)였으며, 속명은 종린(宗璘)으로 대각국사의 여풍을 이어받아 고려 중기 15세에 불일사(佛日寺)에서 승려가 된 후 부석사(浮石寺)의 주지를 거쳐 명종 8년(1178) 53세의 나이로 입적하였다. 명종이 크게 슬퍼하여 국사(國師)로 삼고 시호를 ‘현오(玄悟)’라 한 뒤 동림산 기슭에서 화장하였다. 그 외에도 본문은 한림학사승지(翰林學士承旨) 이지명(1127~1191), 필체 현오선사비문(玄悟禪師碑文)은 병부낭중(兵部郎中) 유공권(1132~1196)이 작성했다는 기록과 건립연대 등이 표시되어 있다.
17세기 신증동국여지승람(新增東國輿地勝覽)에서는 '경기 용인현 불사찰 서봉산의 서봉사 절에는 고려 이지명이 지은 현오국사비명이 있다. 京畿 龍仁縣 佛宇條 瑞峰寺 寺有高麗李知命所撰玄悟國師碑' 기록으로 용인 서봉사지의 존재가 명시되어 있고 1799년 조선 정조 23년에 전국 8도에 흩어져 있는 사찰의 존폐·소재·연혁 등을 정리하여 쓰여진 필사본 범우고(梵宇攷)는 경기도 용인편으로 '현오국사비가 있다. 이지명이 찬하였고, 유공권이 서하였다. 금 대정 25년(1185)에 세웠다. 有玄悟國師碑 李知命撰 柳公權書 金大定二十五年立'의 서봉사지 비문 기록을 전한다. 또 19세기 중엽 1856년 조선 철종 7년부터 1861년 조선 철종 12년 사이에 제작된 동여도(東與圖)에는 용인 서봉사지의 위치가 비정되어 있다. 이후 1900년대에 편찬된 사탑고적고(寺塔古蹟攷)는 서봉사지가 밭으로 변하고 초석 수개가 잔존한다는 문장으로 서봉사가 조선 후기 18세기까지는 운영되었다가 폐사되었음을 기록한다.
전체적인 조형은 직사각형 유구 하구에 고려시대 폐기된 기와들을 모아서 기와시설을 조형한 점을 통해 고려 사찰의 새로운 양식을 보여준다. 서봉사지에는 10세기에서 11세기경 건립되었을 것으로 추정되는 석탑과 명문에 의해 1185년 2월에 건립된 탑비가 발굴되었고, 석탑과 탑비의 선후관계와 사찰 가람상의 석탑과 탑비의 건립 위치가 조사되었다. 서봉사지는 선대의 기단 위에 후대의 건축물이 들어섰으며 그 과정에서 기단의 확장은 없었던 것으로 발굴조사되었다. 불전지의 기단은 모두 3단이고 최상단의 기단은 초석과 직접적으로 맞물려 있다. 3단 불전지의 경우 전면 기단 안쪽에 다시 석축을 쌓고 그 위에 초석을 설치한 있는 것을 볼 수 있는데 다양한 석재가 혼용되어 있어 서봉사(瑞峰寺)는 후대에도 여러 차례 보수가 이루어졌음을 보인다.

## 같이 보기
- 신봉동
- 숭선사지
- 통도사
- 전등사
- 부석사